# Elaine Stewart (actrice)
Pour les articles homonymes, voir Stewart.
Elaine Stewart, née le 30 mai 1930 à Montclair (New Jersey), et morte le 27 juin 2011 à Beverly Hills (Californie), est une actrice américaine.

## Biographie
Née Elsy Steinberg, elle est mannequin dans la Harry Conover's model agency, une des plus prestigieuses agences de New York, à la fin des années 1940. Remarquée, elle fit de nombreuses apparitions au cinéma, dans des rôles secondaires, mais qui ne débouchèrent pas sur une véritable carrière. Elle joua ensuite dans des séries télévisées au début des années 1960. Elle posa dans Playboy en 1959.
Elle meurt à Beverly Hills le 27 juin 2011 à 81 ans. Elle était mariée au producteur de jeux télévisés Merrill Heatter.

## Filmographie

### Cinéma
- 1952 : La Polka des marins (Sailor Beware) de Hal Walker : Lt. Saunders
- 1952 : Chantons sous la pluie (Singin' in the Rain) de Stanley Donen et Gene Kelly : Une lady qui attend
- 1952 : Sky Full of Moon (en) de Norman Foster : Billie
- 1952 : Quatre jours d'angoisse (Desperate Search) de Joseph H. Lewis : Une Steward
- 1952 : Toi pour moi (You for Me) de Don Weis : Une fille dans le club
- 1952 : Mon amour t'appelle (Everything I Have Is Yours) de Robert Z. Leonard : Une showgirl
- 1952 : Les Ensorcelés (The Bad and the Beautiful), de Vincente Minnelli : Lila
- 1953 : La Reine vierge (Young Bess) de George Sidney : Anne Boleyn
- 1953 : A Slight Case of Larceny de Don Weis : Beverly Ambridge
- 1953 : L'Auto sanglante (Code Two) de Fred Wilcox : Jane Anderson
- 1953 : On se bat aux Indes (Rogue's March) d'Allan Dwan : Une infirmière
- 1953 : Sergent la Terreur (Take the High Ground) de Richard Brooks : Julie Mollison
- 1954 : Brigadoon de Vincente Minnelli : Jane Ashton
- 1954 : Les Aventures de Hadji (The Adventures of Hajji Baba) de Don Weis : Princesse Fakzia
- 1957 : Le Survivant des monts lointains (Night Passage) de James Neilson : Verna Kimball
- 1957 : La Robe déchirée (The Tattered Dress) de Jack Arnold : Charleen Reston
- 1958 : High Hell (en) de Burt Balaban : Lenore Davidson
- 1958 : Escorte pour l'Oregon (Escort West) de Francis D. Lyon : Beth Drury
- 1960 : La Chute d'un caïd (The Rise and Fall of Legs Diamond) de Budd Boetticher : Monica Drake
- 1961 : Abattez cet homme (Most Dangerous Man Alive) d'Allan Dwan : Carla Angelo
- 1961 : Ivan le conquérant de Primo Zeglio : Tamara
- 1962 : Peccati d'estate de Giorgio Bianchi : Contanza

### Télévision
- 1959 : The Third Man (série télévisée) : Lisa
- 1960 : Bat Masterson (série télévisée) : Ann Eaton
- 1960 : The Tab Hunter Show (série télévisée) : Leslie Barnes
- 1963 : L'Homme à la Rolls (Burke's Law) (série télévisée) : Felicia
- 1964 : Perry Mason (série télévisée) : Irene Grey